# جوني لانج
جوني لانج (بالإنجليزية: Johnny Lange)‏ هو كاتب أغاني وملحن أمريكي، ولد في 15 أغسطس 1905، وتوفي في 6 يناير 2006.

## وصلات خارجية
- جوني لانج على موقع IMDb (الإنجليزية)
- جوني لانج على موقع ميوزك برينز (الإنجليزية)
- جوني لانج على موقع أول ميوزيك (الإنجليزية)
- جوني لانج على موقع قاعدة بيانات الفيلم (الإنجليزية)